# Агыйлы
Агыйлы — река в России, протекает по Вагайскому району Тюменской области. Устье реки находится в 78 км по левому берегу реки Агитка. Длина реки составляет 15 км.
Система водного объекта: Агитка → Вагай → Иртыш → Обь → Карское море.

## Данные водного реестра
По данным государственного водного реестра России относится к Иртышскому бассейновому округу, водохозяйственный участок реки — Иртыш от впадения реки Ишим до впадения реки Тобол, речной подбассейн реки — бассейны притоков Иртыша от Ишима до Тобола. Речной бассейн реки — Иртыш.
Код объекта в государственном водном реестре — 14010400112115300012861.